# Dingana kammanassiensis
Dingana kammanassiensis là một loài bướm ngày thuộc họ Nymphalidae. Nó là loài duy nhất được tìm thấy ở the slopes of the Kammanassie massif near Uniondale in Nam Phi.
Sải cánh dài 41–60 mm đối với con đực và 52–58 mm đối với con cái. Con trưởng thành bay từ tháng 11 đến tháng 1 (nhiều nhất vào tháng 12). Có một lứa một năm
Ấu trùng có thể ăn các loài Poaceae khác nhau, probably bao gồm các loài Merxmuellera.